# San Miguel (Catanduanes)
Pour les articles homonymes, voir San Miguel.
San Miguel est une municipalité de la province de Catanduanes, aux Philippines.

## Géographie
San Miguel est une municipalité philippine de la province insulaire de Catanduanes . Elle compte 15 680  habitants (recensement 2020) vivant dans 24 barangays, . La communauté est décrite comme partiellement urbaine et se classe parmi la cinquième tranche de revenu des communautés aux Philippines. San Miguel est situé à environ 371 km au sud-est de la capitale des Philippines , Manille , et à 10 km au nord-est de la capitale provinciale , Virac .

## Relief
San Miguel a une topographie vallonnée à montagneuse dans laquelle se trouve la zone de protection de la nature et de l'eau Catanduanes Watershed Forest Reserve avec sa vaste forêt tropicale.

## Climat
Le climat de l'île de Catanduanes est classé de type II, sans saison sèche ou pluvieuse distincte, les précipitations les plus fortes se produisent d'octobre à décembre. La municipalité se situe dans la ceinture de Typhon aux Philippines.